# Terézine
Terézine (en ucraniano: Терезине, romanizado: Terezyne) es un pueblo ucraniano perteneciente al óblast de Kiev. Situado en el centro del país, forma parte del raión de Bila Tserkva y parte del municipio (hromada) de Bila Tserkva.

## Toponimia
El nombre del asentamiento en ruso es Terézino (en ruso: Терезино).

## Geografía
Terézine está ubicada a 12 km al norte de Bila Tserkva y 73 km al sur de Kiev.

## Historia
En el lugar del actual pueblo de Terézine se encontraban tres granjas de cría de caballos y en el siglo XIX fue la residencia principal de los condes Branicki. El pueblo que se desarrolló junto a estas granjas recibió el nombre de Terézine en honor a la princesa Tereza Radziwiłł, nieta del conde Vladislav-Mihal Branicki.
Casi todos los años, la granja participó en el Expocenter de Ucrania de toda la Unión en Moscú y recibió repetidamente medallas de oro y bronce del VDNG de la URSS. Terézine recibió el estatus de asentamiento de tipo urbano el 12 de enero de 1987. 
Hasta el 18 de julio de 2020, Terézine era parte del raión de Bila Tserkva.En 2023, Terézine perdió el estatus de asentamiento de tipo urbano en la legislación ucraniana debido a la eliminación de este estatus administrativo.

## Demografía
La evolución de la población de Terézine entre 1989 y 2022 fue la siguiente:
| 1790                                                          | 1562 | 1653 | 1658 | 1683 | 1708 | 1737 |
| (Fuente: Cities & Towns of Ukraine y UKRAINE: Größere Städte) |      |      |      |      |      |      |

Según el censo de 2001, la lengua materna de la mayoría de los habitantes, el 94,24%, es el ucraniano; y del 5,31% es el ruso.